# Градовка (Львовская область)

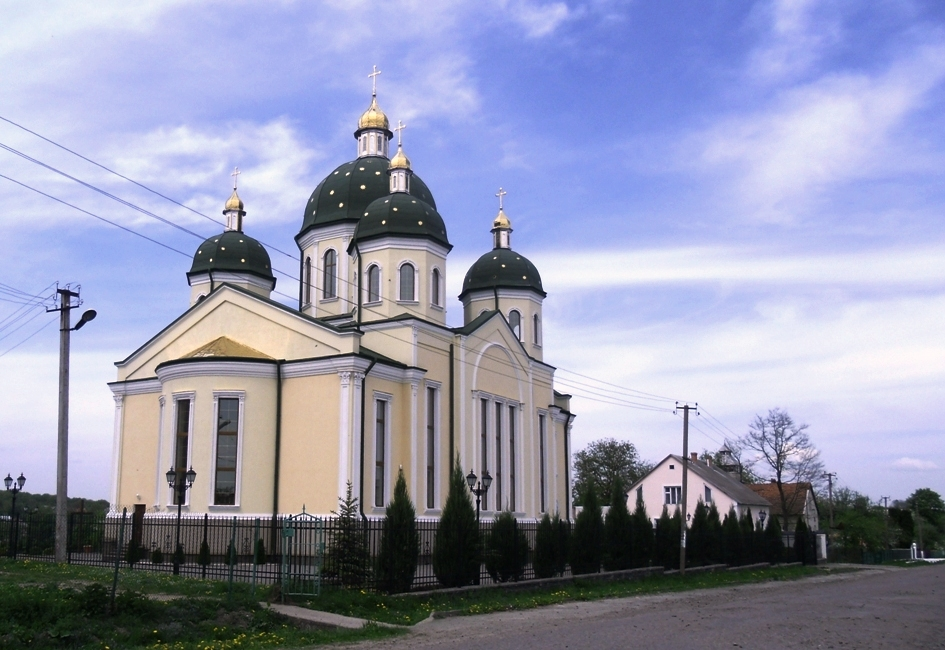
Храм Пресвятой Евхаристии. Градовка.

Градовка (укр. Градівка) — село в Городокской городской общине Львовского района Львовской области Украины.
Население по переписи 2001 года составляло 1524 человека. Занимает площадь 13,77 км². Почтовый индекс — 81532. Телефонный код — 3231.